# Le Système B

Le Système B est un film documentaire français créé par l'ONG Reporters sans frontières et diffusé en octobre 2021, qui fut très médiatisé car il a appelé « l'État, le CSA, l'Autorité de la concurrence et le législateur à intervenir » face au rôle joué par Vincent Bolloré dans les médias, notamment les procédures dites "baillon" ou la censure répétée d'enquêtes de journalisme d'investigation, et dénoncé des pratiques qui selon RSF « représentent un véritable danger pour la liberté de la presse, mais aussi pour la démocratie »,,,,,,,.
Le Système B rappelle des procédures visant plusieurs médias, par un usage massif des poursuites judiciaires, afin de décourager au maximum les enquêtes sur « ses activités africaines », qui représentent une part importante du groupe.

## Contexte

### Les inquiétudes exprimées dèsmai 2014
Malgré le succès de Cash investigation et Spécial Investigation, au début de la seconde moitié des années 2010, le site d'information Rue89 observe que les mots « censure » et « autocensure » se multiplient dans les rubriques de télévision des journaux et s'inquiète, lors d'un débat de la Scam, en posant la question : l'investigation à la télévision est-elle menacée ? « Le journalisme d'investigation existe-t-il encore en France ? », demande même une conférence de mai 2014 à l'École Militaire.
Si Hervé Brusini, rédacteur en chef du journal de 20 heures de France 2 assure qu'elle n'est pas menacée, d'autres sont plus réalistes. Le « territoire de diffusion de ces enquêtes se réduit considérablement » quand des actionnaires reprennent la main sur des groupes de médias, constate Élise Lucet. « La vraie censure, ce sont les services juridiques », des grandes entreprises, estime un rédacteur en chef d’une grande agence de presse, tandis que Paul Moreira s'inquiète du fait que le soutien de la société de journalistes, ou des syndicats de journalistes ne suffisent plus à garantir la liberté.

### Classement de la France au Palmarès RSF

Carte des entraves à la circulation de l'information sur le réseau
censuré
surveillé
partiellement censuré
aucune censure

Les rapports de Reporters sans frontières sont des comptes rendus de référence sur l'état de la liberté de la presse et de la liberté d'expression en général. Ce classement annuel des pays sur la liberté de la presse prend en compte dans sa notation (à la base du classement) non seulement l'action et les règlements imposés à la presse par les autorités officielles du pays, mais aussi de nombreux autres critères. Selon le classement mondial de la liberté de la presse établi par RSF, la France se situe à la 34e place.

## Histoire

### Antécédents concernant Bolloré
En 2015, le journaliste de France Inter Benoît Collombat participe à un ouvrage collectif, Informer n'est pas un délit, paru aux éditions Calmann-Lévy, alors sous la direction de Florence Sultan. Son texte écrit une stratégie du groupe Bolloré dans ses procédures judiciaires envers les médias, dont Collombat a été la cible. 
Le groupe Bolloré porte plainte contre Collombat et Sultan mais en mai 2019 est condamné pour « procédure abusive » à son encontre, la 17e chambre du tribunal judiciaire de Paris, spécialisée dans les délits de presse, ayant jugé que Collombat doit être relaxé, et le groupe Bolloré condamné pour « abus de constitution de partie civile ». 
Ce dernier doit verser la somme de 9 000 euros au journaliste, « en réparation du préjudice moral causé par cette action, qui a entraîné une procédure de plusieurs années ». 
Bolloré fait appel en 2020, mais la Cour d'appel confirme le jugement de 1ère instance.

### Les onze témoins
RSF a diffusé en ligne et produit ce documentaire, dans lequel « en 15 minutes, 11 témoins décrivent la mécanique d'emprise et d'intimidation mise en place par Vincent Bolloré lorsqu'il prend le contrôle d'un média ou lorsque des journalistes enquêtent sur ses activités industrielles ». Le documentaire leur donne la parole quand il « dénonce les intimidations et menaces » qui servent à des « atteintes répétées à la liberté de la presse et à l’indépendance des rédactions ».
Dès 2009, une « première enquête » du journaliste d'investigation Benoît  Collombat, travaillant sur la chaîne de radio publique France Inter, qui décrivait, entre autres, certaines des activités commerciales africaines du groupe Bolloré avait été « attaquée en justice », rappelle RSF à ce sujet. C'est à partir de là qu'ont ensuite été poursuivis « quasiment systématiquement tous les journalistes, les associations ou les ONG qui vont évoquer ces activités africaines », selon l'organisation de défense de la liberté de la presse.

### Démarche méthodologique
D'autres censures répétées ayant suivi, RSF a diffusé ce documentaire en 2021 pour en faire une alerte sur « un système d'évacuation du journalisme, voire d'extinction du journalisme », en exigeant des propriétaires de grands médias en général, « quels qu'ils soient », le respect du travail au quotidien des journalistes, qui « n'ont pas à devenir des petits soldats de l'information ». RSF y utilise cependant des « mots tranchants, qu’on croirait destinés à dénoncer la situation d’un lointain pays autoritaire », observe, avec une certaine prise de distance le quotidien centriste Le Monde
L'objectif principal de cette  démarche est d'éviter la situation apparue dans les années 2010 aux États-Unis avec un « un champ médiatique totalement polarisé, où des médias servent tel ou tel candidat et ne sont plus au service de l'information ou de l'intérêt public ».

### Analyse des pratiques après la prise de contrôle d'iTélé en 2015
Le documentaire analyse « la censure » pratiquée après la prise de contrôle d'iTélé en 2015, avant qu'elle soit rebaptisée CNews et rappelle qu'après « un mois de grève, la quasi-totalité de la rédaction démissionne ». Valentine Desjeunes, ex-secrétaire générale de la rédaction, y souligne que les journalistes ont été au total « une centaine à partir ».

### Analyse des pratiques chez Canal+ depuis 2015
"Le Système B" raconte aussi comment fut en 2015 interdit d'antenne au dernier moment, puis déprogrammé, « peu de temps après le rachat de Canal+, un documentaire sur le Crédit mutuel, partenaire financier du groupe », titré "Evasion fiscale, enquête sur le Crédit mutuel" peu de temps après que ce dernier soit devenu actionnaire majoritaire de la chaîne cryptée. Cette censure avait été racontée par le magazine "Complément d'enquête" en 2016. RSF a retrouvé plusieurs des journalistes y ayant travaillé, dont Nicolas Vescovacci, coauteur, qui a ensuite écrit un livre avec un autre ancien journaliste de Canal+, qui estime que Vincent Bolloré « gère par la terreur » exercée contre ses nombreuses rédactions, « parce que l'information est stratégique pour lui, donc les journalistes sont de petits soldats ». Une « appréciation confirmée par Jean-Pierre Canet et Nicolas Vescovacci », les auteurs de ce documentaire. La journaliste de radio Pascale Clark dénonce aussi, comme d'autres journalistes, « la brutalité totale » des méthodes de Bolloré.
RSF a précisé que la diffusion d'un documentaire, procédure peu habituelle pour l'ONG, « n'est pas une prise de position sur la ligne éditoriale de CNews » mais une série de « recommandations très précises ».

## Les sept recommandations
"Le Système B" formule au total sept recommandations. L'une d'elles s'adresse directement à l’État pour exiger qu'il joue son rôle en intervenant afin de préserver « l’indépendance éditoriale en sa qualité d’actionnaire de Vivendi », contrôlé via une part minoritaire du capital détenu par la Caisse des dépôts et consignations.
Dans ses recommandations, Le Système B interpelle également le Conseil supérieur de l'audiovisuel (CSA) et lui demande de « faire respecter l’honnêteté, l’indépendance et le pluralisme de l’information sur la base des conventions actuelles ». RSF incite également « le législateur à mettre en place un dispositif efficace contre les procédures bâillons », armes de dissuasion pour museler les médias. Selon le classement mondial de la liberté de la presse établi par RSF, la France se situe à la 34e place.